# Rhyothemis resplendens
Rhyothemis resplendens (лат.) — вид стрекоз из семейства настоящих стрекоз (Libellulidae). Самцы Rhyothemis resplendens имеют металлически-синие отражающие поля на обеих парах крыльев. Эти стрекозы встречаются на берегах ручьёв, рек и стоячих водоёмов на побережье Квинсленда и в его окрестностях, от Маккея до северной части полуострова Кейп-Йорк. Это небольшая стрекоза с размахом крыльев 40-60 мм и длиной тела около 25 мм. К северу от Австралии встречается в Молуккских островах, Новой Гвинее и архипелаге Бисмарка. У взрослых особей отметины на заднем крыле длиннее, чем на переднем.. Этот вид был включен в Красный список МСОП как вызывающий наименьшее беспокойство.

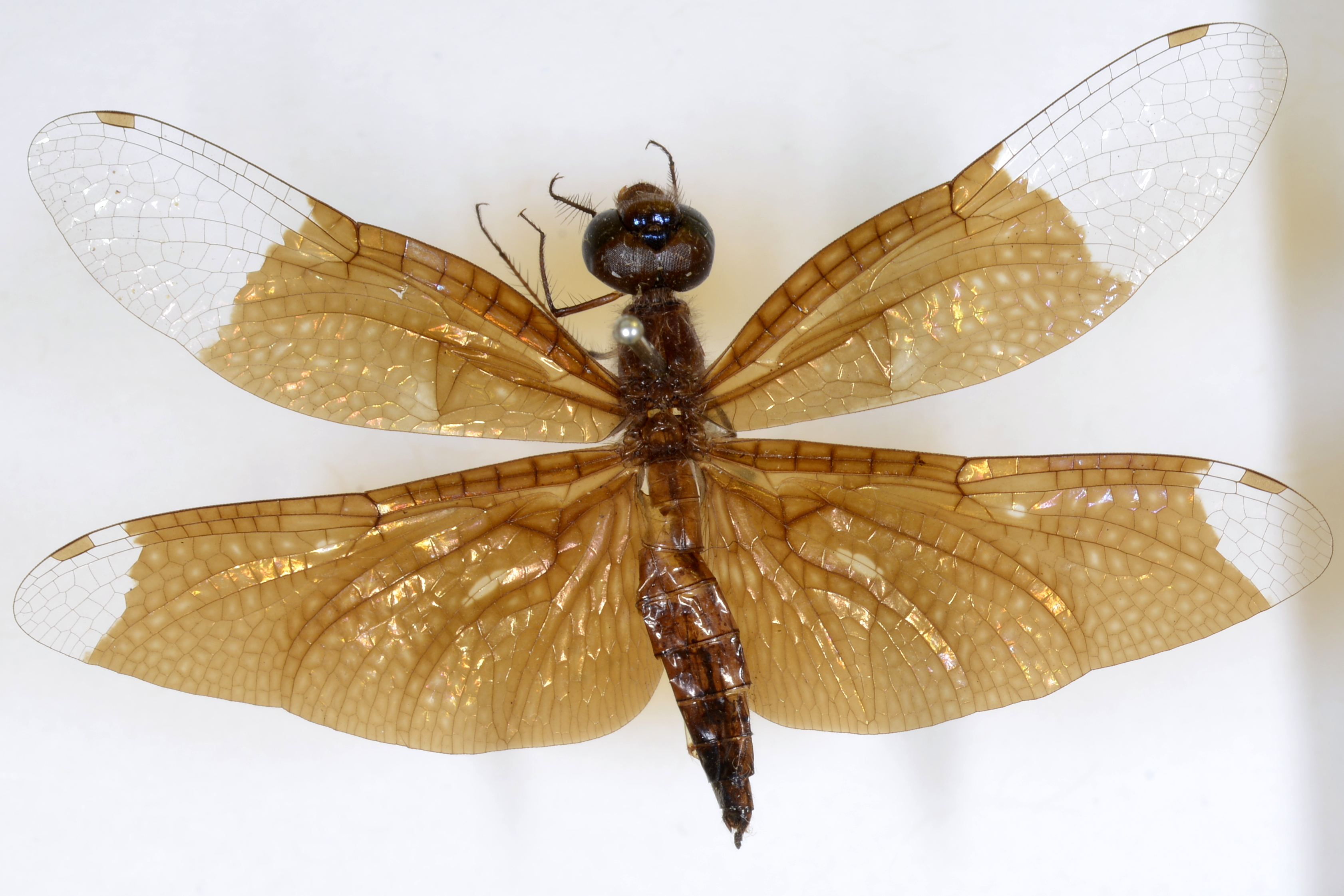
Самка